# Obsession (альбом UFO)
Obsession — седьмой студийный альбом британской рок-группы UFO, выпущенный в 1978 году лейблом Chrysalis Records.

## Об альбоме
Это последний студийный альбом с гитаристом Михаэлем Шенкером, до его возвращения в группу в 1993 году.
UFO продолжили работу с продюсером Роном Невисоном, который продюсировал предыдущий альбом группы Lights Out.
Для записи альбома Obsession продюсер Рон Невисон арендовал здание, которое ранее занимал сортировочный центр почтовой службы США, расположенный недалеко от центра Беверли-Хиллз, и использовал услуги грузовика звукозаписи Record Plant Mobile. В интервью участники группы вспоминали, что идея заключалась в том, чтобы воспроизвести живое звучание группы в более контролируемой среде.  Конечным результатом подхода Невисона было сочетание студийной полировки и живой энергии.
Дизайн обложки выполнен студией Hipgnosis.
Ремастированная версия альбома была выпущена в 2008 году, с тремя бонус-треками. В 2024 году запланирован выпуск делюкс-издания из 2CD, состоящего из оригинального альбома, записи концерта в зале «Agora Theatre and Ballroom» в Кливленде и четырех бонус-треков.

## Список композиций
| №                   | Название                          | Автор(ы)                          | Длительность |
| ------------------- | --------------------------------- | --------------------------------- | ------------ |
| 1.                  | «Only You Can Rock Me»            | Михаэль Шенкер, Фил Могг, Пит Уэй | 4:08         |
| 2.                  | «Pack It Up (And Go)»             | Шенкер, Могг, Уэй                 | 3:14         |
| 3.                  | «Arbory Hill»                     | Шенкер                            | 1:11         |
| 4.                  | «Ain’t No Baby»                   | Могг, Пол Рэймонд                 | 3:57         |
| 5.                  | «Lookin’ out for No. 1»           | Могг, Рэймонд                     | 4:34         |
| 6.                  | «Hot ’N’ Ready»                   | Шенкер, Могг                      | 3:15         |
| 7.                  | «Cherry»                          | Могг, Уэй                         | 3:34         |
| 8.                  | «You Don’t Fool Me»               | Могг, Рэймонд, Энди Паркер        | 3:22         |
| 9.                  | «Lookin’ out for No. 1 (Reprise)» | Шенкер, Рэймонд                   | 1:14         |
| 10.                 | «One More for the Rodeo»          | Могг, Уэй                         | 3:44         |
| 11.                 | «Born to Lose»                    | Шенкер, Могг, Рэймонд             | 3:31         |
| Общая длительность: | Общая длительность:               | Общая длительность:               | 35:59        |

| №                   | Название                                  | Длительность |
| ------------------- | ----------------------------------------- | ------------ |
| 12.                 | «Hot ’N’ Ready» (концертная версия)       | 3:34         |
| 13.                 | «Pack It Up (And Go)» (концертная версия) | 3:38         |
| 14.                 | «Ain’t No Baby» (концертная версия)       | 4:40         |
| Общая длительность: | Общая длительность:                       | 47:51        |

## Участники записи
UFO:
- Фил Могг — вокал
- Михаэль Шенкер — соло-гитара, блокфлейта на «Arbory Hill»
- Пол Рэймонд — клавишные, ритм-гитара, бэк-вокал
- Пит Уэй — бас-гитара
- Энди Паркер — ударные

Технический персонал:
- Рон Невисон[англ.] — продюсер
- Алан Макмиллан — оркестровка

## Позиции в чартах
Альбом
| Год  | Страна         | Чарт              | Позиция |
| ---- | -------------- | ----------------- | ------- |
| 1978 | Великобритания | UK Albums Chart   | 26      |
| 1978 | США            | The Billboard 200 | 41      |
| 1978 | Швеция         | Sverigetopplistan | 31      |

Сингл
| Год  | Страна         | Название               | Чарт             | Позиция |
| ---- | -------------- | ---------------------- | ---------------- | ------- |
| 1978 | Великобритания | «Only You Can Rock Me» | UK Singles Chart | 50      |